# Otta Station
Otta Station (Otta stasjon) er en jernbanestation på Dovrebanen, der ligger i Sel kommune i Norge. Stationen består af flere spor, to perroner og en stationsbygning i træ, der er opført efter tegninger af Paul Due. Stationsbygningen rummer turistinformation, ventesal og toiletter. Desuden er der en busterminal i tilslutning til stationen med forbindelse til Lom og Bismo.
Stationen åbnede 2. november 1896, da banen blev forlænget dertil fra Tretten. Den fungerede som endestation indtil 5. december 1913, hvor banen blev forlænget videre til Dombås. Stationen blev fjernstyret 29. maj 1988.
Tidligere var der store lokomotivremiser i Otta. Mens Dovrebanen blev betjent med damplokomotiver, var der skift af disse i Otta, idet de havde behov for vedligeholdelse efter at have kørt 250-300 km fra enten Oslo eller Trondheim. Ål Station på Bergensbanen fungerede på tilsvarende vis.